# بنتين
البنتين هو أحد الهيدروكربونات وله الصيغة الكيميائية C5H10 ويحتوى على رابطة ثنائية واحدة في بنائه الجزيئي. وغالبا ما يتم الحصول عليه كمنتج ثانوي للتكسير الحفزي أو الحراري للبترول, أو خلال إنتاج الإثيلين والبروبيلين خلال التكسير الحراري للكونات الهيدروكربونية.
ونادرا ما يمكن فصل البنتين كمركب مستقل. وغالبا ما يكون مختلط مع مركبات أخرى في البنزين, أو في خليط من الهيدروكربونات الأخرى، فمثلا, ألكلته مع الأيزو بيوتان لتصنيع البنزين.
والشركة الوحيدة التي تنتج 1-بنتين, كأولفين به رابطة ثنائية في أخر السلسلة المستقيمة هي شركة البتروكيماويات «ساسول المحدودة», في جنوب أفريقيا, حيث يتم فصله من الزيت الخام عن طريق طريقة فيشر-تروش.